# Трипалладийсвинец
Трипалладийсвине́ц — бинарное неорганическое соединение, интерметаллид палладия и свинца с формулой PbPd3, кристаллы.

## Получение
- В природе встречается редкий минерал платиновой группы интерметаллидов звягинцевит — PbPd3 (из-за большого количества примесей реальная формула (Pb,Sn)(Pd,Pt,Au)3) с примесями Cu, Fe, Ni[2].

- Сплавление стехиометрических количеств чистых веществ:

{\displaystyle {\mathsf {3Pd+Pb\ {\xrightarrow {1220^{o}C}}\ PbPd_{3}}}}

## Физические свойства
Трипалладийсвинец образует кристаллы кубической сингонии, пространственная группа P m3m, параметры ячейки a = 0,40135 нм, Z = 1, структура типа тримедьзолота AuCu3.
Соединение конгруэнтно плавится при температуре 1220 °C и имеет область гомогенности 75÷79 ат.% палладия.